# Aporosa penangensis
Aporosa penangensis är en emblikaväxtart som först beskrevs av Henry Nicholas Ridley, och fick sitt nu gällande namn av Airy Shaw. Aporosa penangensis ingår i släktet Aporosa och familjen emblikaväxter. Inga underarter finns listade i Catalogue of Life.